# Abthugni
Abthugni (Aptonge) était une ville en Afrique romaine durant l'Antiquité, l'actuelle Souar (Henchir-es-Souar) en Tunisie, qui se trouvait à l'époque romaine sur le territoire des provinces d'Afrique proconsulaire puis de Byzacène. À la fin de l'Antiquité, Abthugni est également un diocèse, qui est à ce jour l'évêché titulaire d'Abthugni.
La ville était située à Henchir-es-Souar, dans la région montagneuse au sud d'Utique, à 25 kilomètres de Zaghouan, à une altitude de 61 mètres. Selon Naïdé Ferchiou, le nom du lieu doit être reconstruit comme Abtugnos.

## Histoire
La ville a probablement été fondée au IIIe siècle av. J.-C., et était bien établie en 30 av. J.-C.
De nombreuses inscriptions ont été trouvées pour documenter l'histoire d'Abthugni,,.
Le consul romain Caius Rutilius Gallicus effectue des travaux de prospection près d'Abthugni sous le règne de Vespasien. Hadrien lui donne le statut de municipe.
Pendant la persécution de Dioclétien, la communauté chrétienne de la ville se serait réunie près d'un cimetière à l'extérieur de la ville pour éviter la juridiction de ses fonctionnaires. Au IVe siècle, à l'époque de l'empereur Valens, certains bâtiments publics sont restaurés.
La ville est une forteresse byzantine à la fin de l'Antiquité.

## Archéologie

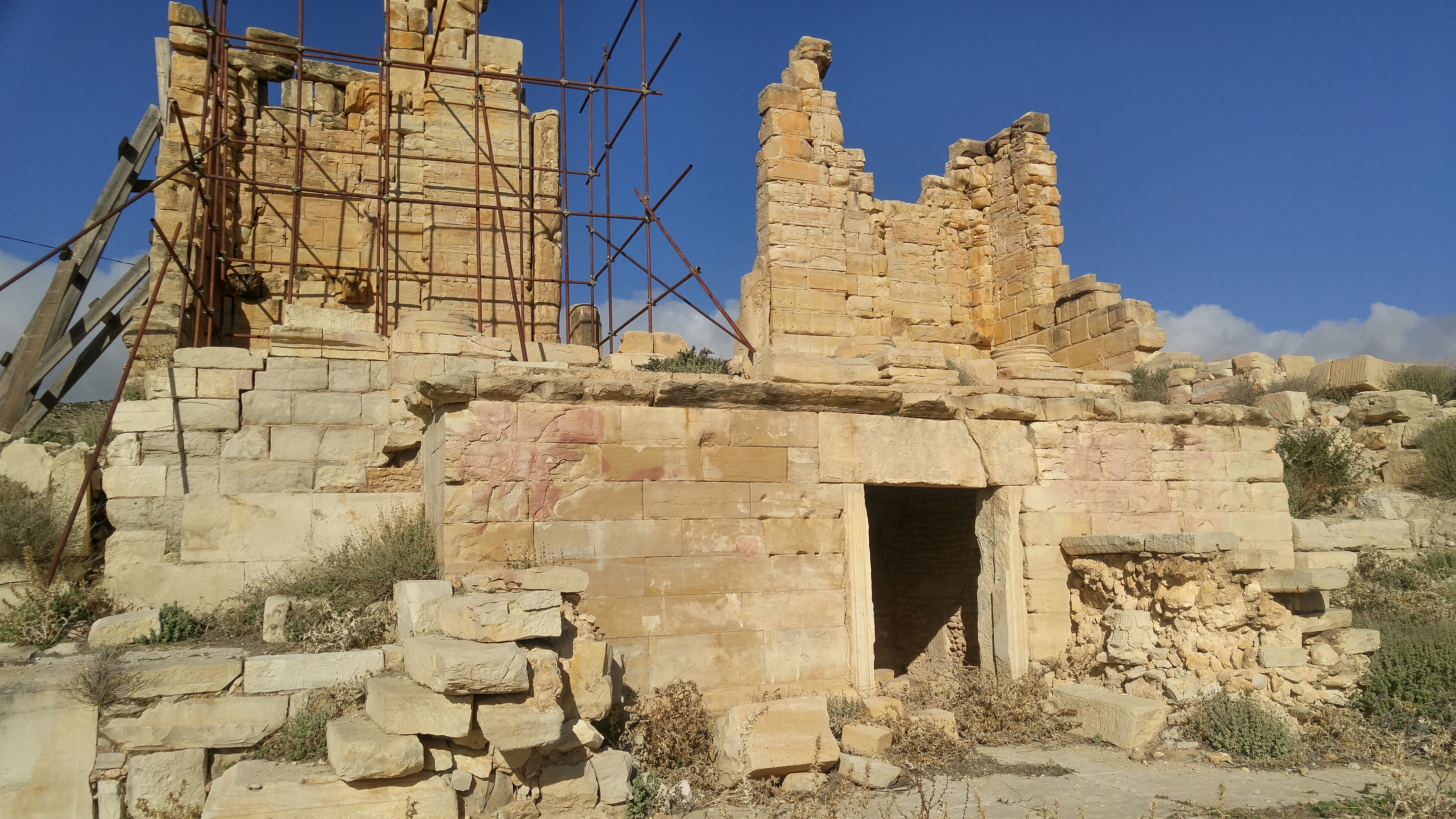
Temple du capitole.

Elle présente quelques ruines, dont plusieurs temples, thermes et tombes. Les premières investigations au capitole d'Abthugnos ont été entreprises par Paul Gauckler et René Cagnat à la fin du XIXe siècle. Ernest Babelon répertorie de nombreux bâtiments préservés, dont deux temples, l'enceinte byzantine de la ville, un bassin rectangulaire et un mausolée. Des travaux récents ont été menés par Naïdé Ferchiou, au cours desquels toute la zone du forum et le capitole ont été fouillés.
Les ruines de l'enceinte byzantine comprennent deux temples, dont un capitole, et une piscine rectangulaire à laquelle on accède par treize marches. Il y a aussi un mausolée et de nombreux monuments en ruine, ainsi qu'une porte dont la voûte a été récemment restaurée.